# 愛知県立碧南高等学校

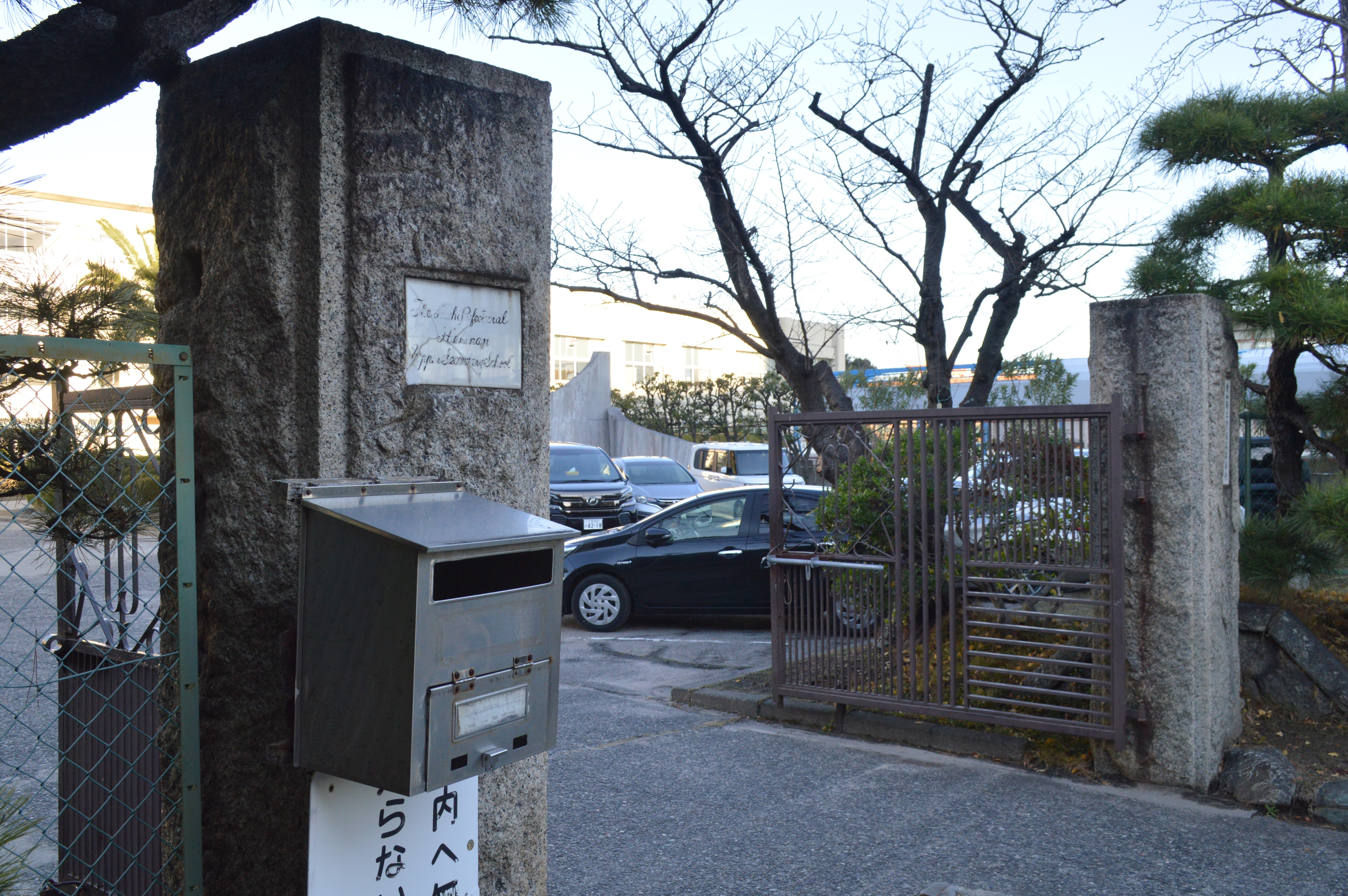
登録有形文化財の正門

愛知県立碧南高等学校（あいちけんりつへきなんこうとうがっこう）は、愛知県碧南市にある公立の高等学校。最寄駅は名鉄三河線碧南中央駅。

## 沿革
- 1926年（大正15年） - 碧南国民学校として開校。
- 1937年（昭和12年） - 愛知県碧南商業学校に改称。
- 1944年（昭和19年） - 愛知県立碧南工業学校に改称。
- 1948年（昭和23年）
  - 4月 - 学制改革により愛知県立碧南商工高等学校となる。
  - 10月 - 愛知県立碧南高等学校に改称。
- 1966年（昭和41年） - 家政科募集停止。高浜分校を愛知県立刈谷商業家庭高等学校から所管替え。
- 1968年（昭和43年） - 高浜分校が愛知県立高浜高等学校として独立。
- 1973年（昭和48年） - 工業科が愛知県立碧南工業高等学校（現在の愛知県立碧南工科高等学校）として独立。
- 2017年（平成29年）6月28日 - 碧南高校の正門門柱を含む13校の門柱（愛知県立旧制学校の門柱）が登録有形文化財（建造物）に登録される[1][2]。

## 校訓
- 啓（ひらく）

## 出身者
- 永島卓 - 碧南市長。
- 小池友妃子 - 碧南市長。
- 宗田理 - 小説家。
- 牧野幸雄 - セーリング選手。2008年北京オリンピック・2012年ロンドンオリンピック出場。
- 永島聖羅 - 乃木坂46。へきなん広報大使[3]。